# Xã North Towanda, Quận Bradford, Pennsylvania
Xã North Towanda (tiếng Anh: North Towanda Township) là một xã thuộc quận Bradford, tiểu bang Pennsylvania, Hoa Kỳ. Năm 2010, dân số của xã này là 1.132 người.